# Anthony Delaplace
Anthony Delaplace (Valognes, 11 september 1989) is een Frans wielrenner die sinds 2014 voor de vanaf 2019 Arkéa-Samsic geheten ploeg uitkomt.

## Carrière
In 2007 werd Delaplace Frans kampioen op de weg voor junioren. In 2009 stapte hij als stagiair over naar Besson Chaussures-Sojasun, vanaf 2010 kreeg hij een vast contract bij de ploeg die inmiddels Saur-Sojasun heette. In 2011 maakte hij zijn debuut in de Ronde van Frankrijk en was dat jaar de jongste deelnemer. Sinds 2014 rijdt hij bij Bretagne-Séché Environnement en diens opvolgende ploegen.

## Overwinningen
2007
 Frans kampioen op de weg, Junioren
2010
2e etappe Ronde van de Toekomst
2011
Polynormande
2012
Jongerenklassement Ster van Bessèges
2013
Jongerenklassement Ronde van de Limousin
2017
1e etappe Ronde van Normandië
Eindklassement Ronde van Normandië
Duo Normand
2018
Bergklassement Boucles de la Mayenne
2022
Parijs-Camembert

## Resultaten in voornaamste wedstrijden
| Jaar | Ronde van Italië | Ronde van Frankrijk | Ronde van Spanje |
| ---- | ---------------- | ------------------- | ---------------- |
| 2011 |                  | 135e                |                  |
| 2012 |                  | opgave              |                  |
| 2013 |                  | 89e                 |                  |
| 2014 |                  | 78e                 |                  |
| 2015 |                  | 85e                 |                  |
| 2016 |                  | 90e                 |                  |
| 2017 |                  |                     |                  |
| 2018 |                  |                     |                  |
| 2019 |                  | 90e                 |                  |
| 2020 |                  |                     |                  |
| 2021 |                  | buiten tijd         |                  |
| 2022 |                  |                     | opgave           |
| 2023 |                  | 68e                 |                  |
| 2024 |                  |                     |                  |
| 2025 |                  |                     |                  |

| Jaar | Milaan-San Remo | Amstel Gold Race | Luik-Bast.‑Luik | Ronde van Lombardije | Waalse Pijl | Parijs-Tours | Strade Bianche |
| ---- | --------------- | ---------------- | --------------- | -------------------- | ----------- | ------------ | -------------- |
| 2011 |                 |                  |                 |                      |             |              |                |
| 2012 |                 |                  | 86e             |                      | 66e         |              |                |
| 2013 |                 |                  |                 |                      | 63e         | 41e          |                |
| 2014 |                 |                  |                 |                      |             | 54e          |                |
| 2015 |                 |                  |                 |                      |             |              |                |
| 2016 |                 |                  | 109e            |                      | 59e         |              |                |
| 2017 |                 |                  |                 |                      |             | 96e          |                |
| 2018 |                 |                  |                 | 61e                  |             |              |                |
| 2019 |                 |                  | opgave          |                      |             | 62e          |                |
| 2020 |                 |                  |                 |                      |             |              | opgave         |
| 2021 |                 |                  |                 |                      |             |              |                |
| 2022 |                 |                  | 51e             |                      | 66e         | 43e          | 34e            |
| 2023 |                 | opgave           | 75e             | opgave               | 95e         |              | 79e            |
| 2024 |                 | 69e              | 99e             | 94e                  | opgave      |              | opgave         |
| 2025 | 75e             | 66e              | 95e             |                      | 70e         |              | 53e            |

## Ploegen
- 2009 –  Besson Chaussures-Sojasun (stagiair vanaf 1 augustus)
- 2010 –  Saur-Sojasun
- 2011 –  Saur-Sojasun
- 2012 –  Saur-Sojasun
- 2013 –  Sojasun
- 2014 –  Bretagne-Séché Environnement
- 2015 –  Bretagne-Séché Environnement
- 2016 –  Fortuneo-Vital Concept
- 2017 –  Fortuneo-Oscaro [a]
- 2018 –  Fortuneo-Samsic
- 2019 –  Arkéa-Samsic
- 2020 –  Arkéa-Samsic
- 2021 –  Arkéa-Samsic
- 2022 –  Arkéa-Samsic
- 2023 –  Arkéa-Samsic
- 2024 –  Arkéa-B&B Hotels
- 2025 –  Arkéa-B&B Hotels

Wielerploegen van Anthony Delaplace
Bessy ·
Casper ·
Coutouly ·
Engoulvent ·
Galland ·
Jeandesboz ·
Mangel ·
Marino ·
Mathéou ·
Morizot ·
Simon ·
Sinner ·
Talabardon · 
Delaplace (stagiair)
Bessy ·
Casper ·
Coppel · 
Coutouly ·
Delaplace ·
Engoulvent ·
Galland ·
Hivert ·
Jeandesboz ·
Joly ·
Lemoine ·
Levarlet ·
Mangel ·
Marino ·
Martias · 
Mathéou ·
Poulhiès ·
Simon ·
Talabardon · 
Laborie (stagiair) · 
Poux (stagiair) · 

Tortelier (stagiair)
Bessy ·
Casper ·
Coppel · 
Coyot ·
Delaplace ·
Engoulvent ·
Galland ·
Hivert ·
Jeandesboz ·
Joly ·
Laborie · 
Lemoine ·
Levarlet ·
Mangel ·
Marino ·
Martias · 
Mathéou ·
Paiani ·
Poulhiès ·
Poux · 
Simon ·
Talabardon · 
Turpin ·
Daniel (stagiair) · 
Renault (stagiair) · 
Tortelier (stagiair)
Bessy ·
Coppel · 
Coyot ·
Delaplace ·
Engoulvent ·
Feillu ·
Galland ·
Hivert ·
Jeandesboz ·
Laborie · 
Le Lay ·
Lemoine ·
Levarlet ·
Mangel ·
Marino ·
Martias · 
Méderel ·
Paiani ·
Poulhiès ·
Poux · 
Simon ·
Talabardon · 
Tortelier · 
Kéo (stagiair) ·
Renault (stagiair) · 
Vuillermoz (stagiair) 
Daniel ·
Delaplace ·
El Fares ·
Engoulvent ·
Feillu ·
Galland ·
Hivert ·
Jeandesboz ·
Laborie · 
Le Lay ·
Lemoine ·
Marino ·
Martias · 
Méderel ·
Paiani ·
Pauriol ·
Poux ·
Schmidt ·
Simon ·
Šiškevičius · 
Talabardon · 
Tortelier · 
Vuillermoz · 

Guay (stagiair)  
Bideau · Corbel · Delaplace · B. Feillu · R. Feillu · Fonseca · Gérard · Guillou · Jarrier · Koretzky · Laborie · Laengen · Le Montagner · Périchon · Sepúlveda · Vachon · Bonnamour (stagiair) · Journiaux (stagiair) · Ledanois (stagiair)
Bideau · Boulo · Brun · Cam · Delaplace · Fédrigo · B. Feillu · R. Feillu · Fonseca · Gérard · Guillou · Hivert · Hoetarovitsj · Jarrier · Laborie · Ledanois · McLay · Périchon · Sepúlveda · Vachon · Bonnamour (stagiair) · Godoy (stagiair) · Madouas (stagiair)
Bonnamour · Bouet · Corbel · Daniel · Delaplace · Feillu · Fonseca · Gérard · Gesbert · Hardy · Jarrier · Jeannesson · Ledanois · McLay · Mourey · Périchon · Pichon · Sepúlveda · Vachon · Vallée · Guernalec (stagiair) · Molly (stagiair) · Riou (stagiair)
Barguil · Bonnamour · Bouet · Carbel · Daniel · Delaplace · Feillu · Fonseca · Gérard · Gesbert · Hardy · Jarrier · Le Roux · Ledanois · Lunke · Maison · Moinard · Périchon · Pichon · Russo · Vachon · Welten
Barguil · Bonnamour · Bouet · Daniel · Delaplace · Feillu · Gesbert · Greipel · Guernalec · Hardy · Jarrier · Le Roux · Ledanois · Maison · Moinard · Pichon · Riou · Russo · Swift (vanaf 10 mei) · Vachon · Wagner · Welten · Doleatto (stagiair) · Jarnet (stagiair) · Lecamus-Lambert (stagiair)
Anacona · Barguil · Bonnamour · Boudat · Bouet · Bouhanni · Declercq · Delaplace · Gesbert · Grondin · Guernalec · Hardy · Jarrier · Le Roux · Ledanois · Louvel · McLay · Noppe · Owsian · Pichon · D. Quintana · N. Quintana · Riou · Rosa · Russo · Swift · Vachon · Welten · Lecamus-Lambert (stagiair) · Vauquelin (stagiair)
Anacona · Barguil · Barré (vanaf 1/8) · Bouet · Bouhanni · Capiot · Declercq · Delaplace · Edet · Flórez · Gesbert · Grondin · Guernalec · Guglielmi · Hardy · Hofstetter · Ledanois · Louvel · McLay · Noppe · Owsian · Pajur · Pichon · D. Quintana · N. Quintana · Ries · Riou · Russo · Swift · Vauquelin · Verre · Clynhens (stagiair) · Costiou (stagiair) · Thierry (stagiair)
Barguil · Barré · Biermans · Bouet · Bouhanni · Capiot · Champoussin · Costiou · Dekker · Delaplace · Démare (vanf 1/8) · Edet · Gesbert · Grondin · Guernalec · Guglielmi · Hofstetter · Le Berre · Ledanois · Louvel · McLay · Mozzato · Owsian · Pichon · Ponomar (tot 31/7) · Ries · Riou · Rodríguez · Russo · Vauquelin · Verre · Dauphin (stagiair) · Gillet (stagiair) · Tjøtta (stagiair)
Albanese · Barré · Biermans · Capiot · Champoussin · Costiou · Dekker · Delaplace · Démare · García Pierna · Gesbert · Grondin · Guernalec · Guglielmi · Huys · Le Berre · Ledanois(tot 15/8) · Louvel · McLay · Mozzato · Owsian · Ries · Riou · Rodríguez · Scotson · Sénéchal · Thierry (vanaf 1/9) · Vauquelin · Venturini · Verre
Biermans · Capiot · Costiou · Delaplace · Démare · Epis · García Pierna · Gesbert · Grondin · T. Guernalec · V. Guernalec · Guglielmi · Huys · Le Berre · Lozouet · Mozzato · Ries · Rodríguez · Rouland · Scotson · Sénéchal · Svestad-Bårdseng · Thierry · Tjøtta · Vauquelin · Venturini · Verre